# 4G
4G står for "fourth generation mobile networks", og er fjerde generations mobilnetværk. For at en netværksteknologi kan kaldes 4G, så kræves det at der kan tilbydes hastigheder på omkring 100 Mbit/s til mobile enheder og 1 Gbit/s til stationære enheder.

## Forløber til 4G (3GPP LTE)
Populært (især i forbindelse med markedsføring) benyttes 4G som kaldenavn for 3GPP LTE. LTE er en overbygning på 3G-netværket og vil primært blive anvendt til at transmittere datatrafik ved højere hastigheder (40-100 Mbit/s) end ved almindeligt 3G-netværk. 
De fire teleselskaber, der er i gang med at opbygge 3GPP LTE-net i Danmark er Telia, 3, TDC og Telenor.
3, Telia, Telenor og TDC har på nuværende tidspunkt (2018) alle funktionelle LTE-netværk i Danmark.

## Reel 4G
Reel 4G er stadig i udviklingsfasen. Pt. kandiderer to standarder:

### LTE Advanced (4G LTE)
LTE Advanced (Long-term-evolution Advanced) er kandidat for IMT-Advanced-standarden, der ikke kan tilbyde rigtig 4G i release udgave 8 og 9. I release udgave 10 ventes dog hastigheder på LTE Advanced-niveau, dvs. 1 Gbit/s i højeste download hastighed og 500 Mbit/s i højeste upload hastighed.

### IEEE 802.16m eller WirelessMAN-Advanced
IEEE 802.16m eller WirelessMAN-Advanced evolution af 802.16e er i udviklingsfasen med ambitioner om at leve op til IMT-Advanced kriterierne på  1 Gbit/s for stationær modtagelse og 100 Mbit/s for mobil modtagelse.